# Grästorvmyra
Grästorvmyra (Tetramorium caespitum) är en myrart som först beskrevs av Carl von Linné 1758.  Grästorvmyra ingår i släktet Tetramorium och familjen myror. Arten är reproducerande i Sverige.

## Underarter
Arten delas in i följande underarter:
- T. c. alternans
- T. c. barabense
- T. c. caespitomoravicum
- T. c. caespitum
- T. c. flavidulum
- T. c. japonicum
- T. c. oxyomma
- T. c. pallidum
- T. c. penninum
- T. c. rhodium
- T. c. typicum

## Bildgalleri

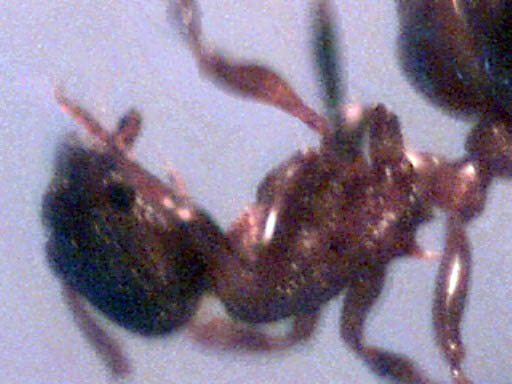
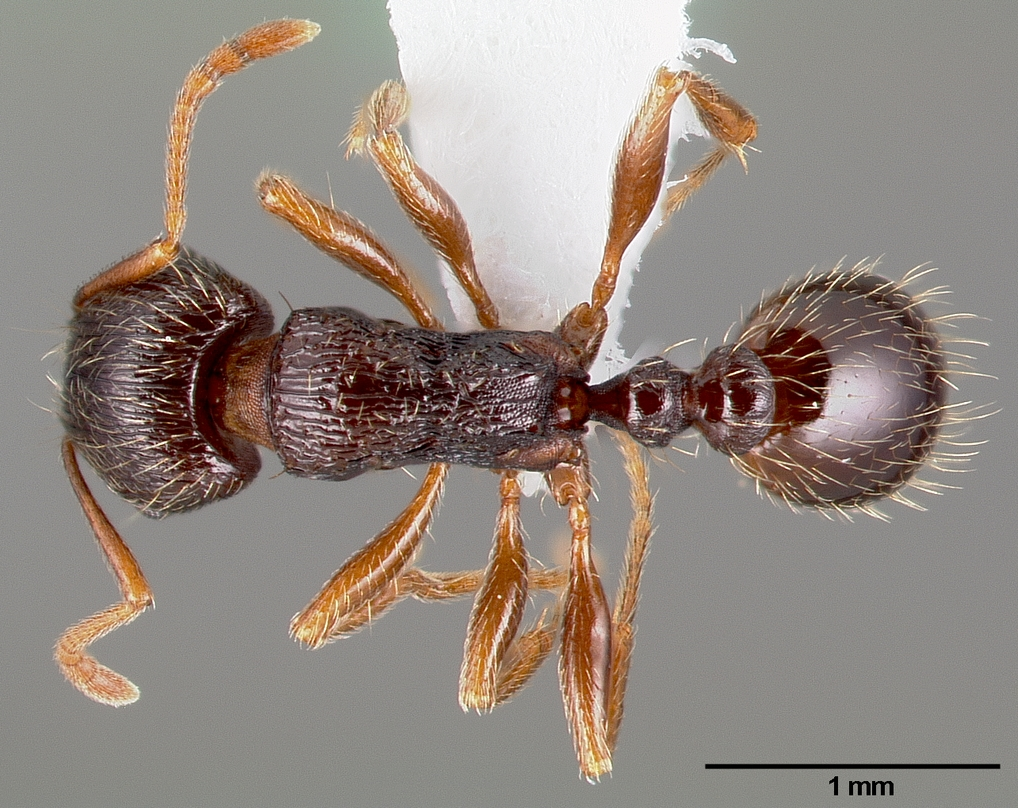
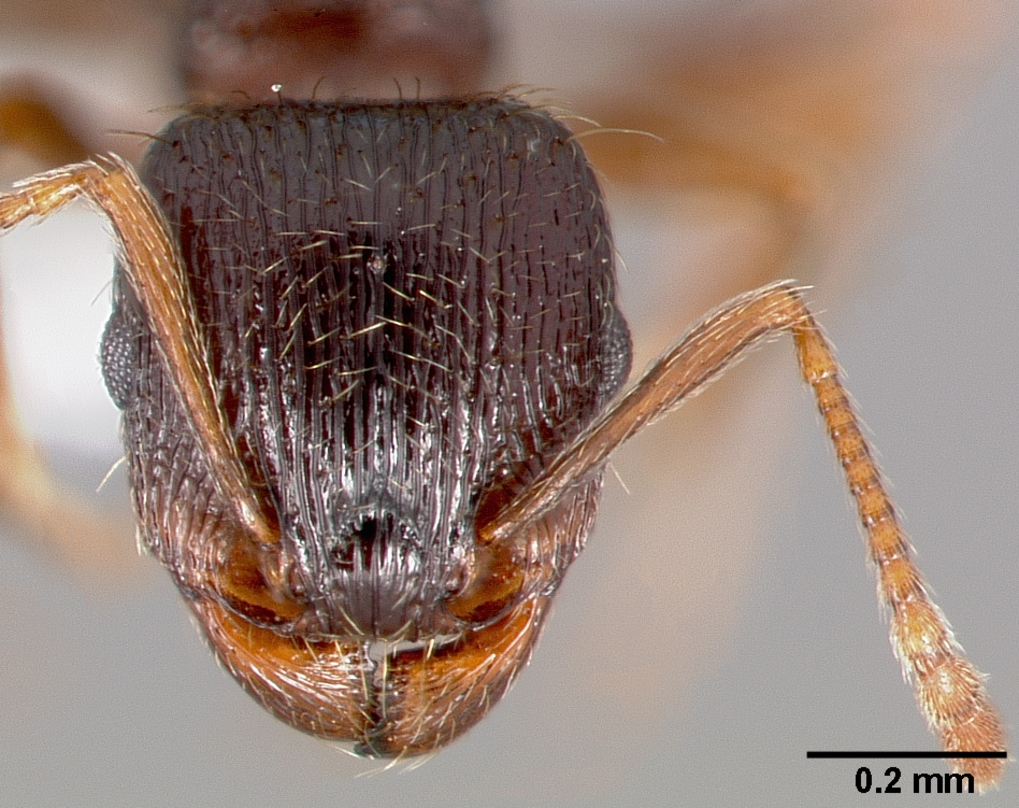
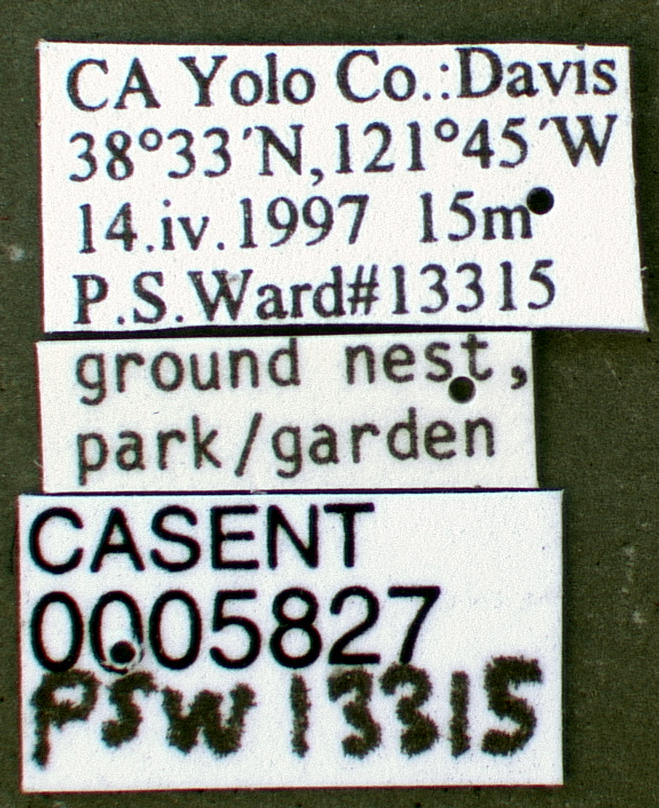
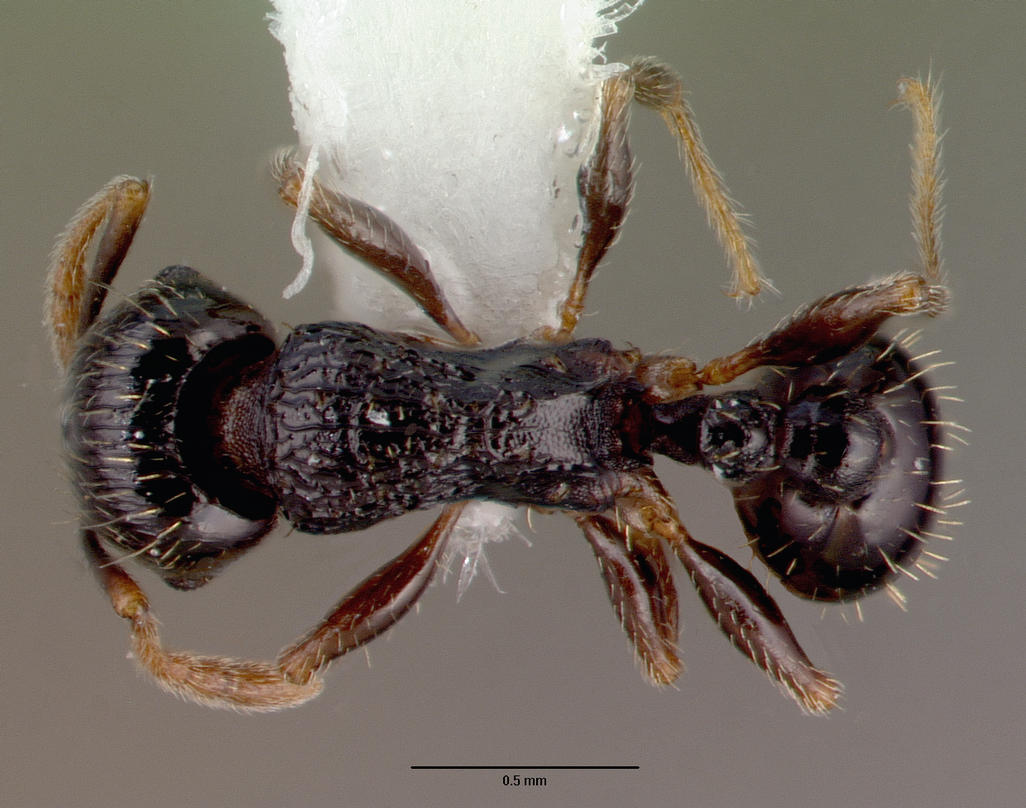
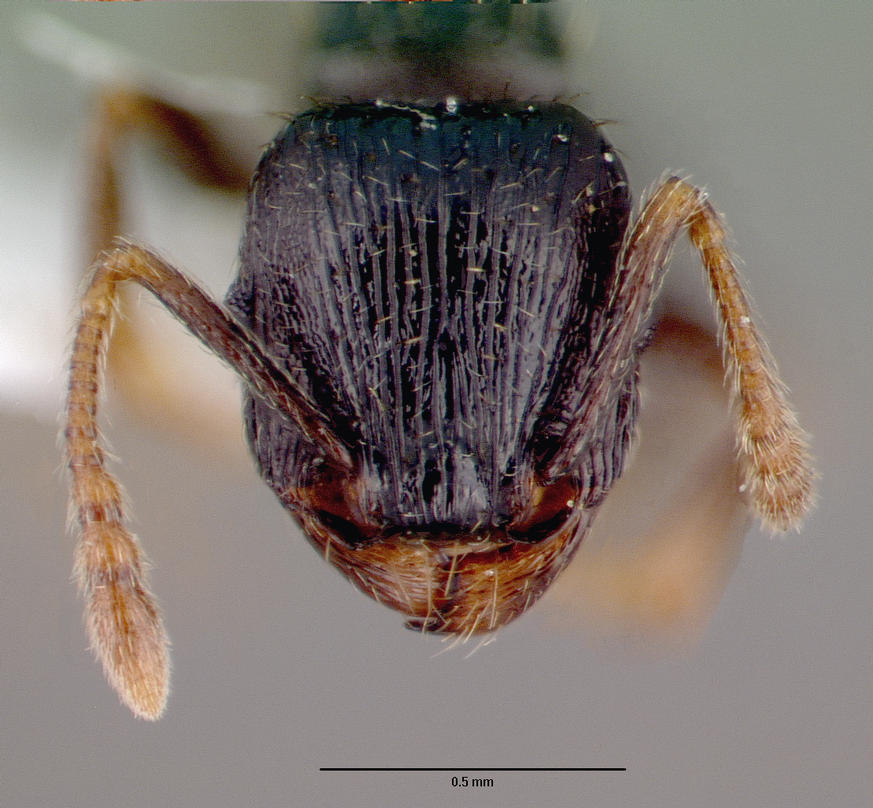